# Cativella
Cativella is een geslacht van kreeftachtigen uit de klasse van de Ostracoda (mosselkreeftjes).

## Soorten
- Cativella bensoni Neale, 1967
- Cativella crassa Bold, 1950 †
- Cativella dispar Hartmann, 1959
- Cativella dubia Dingle, 1981 †
- Cativella moriahensis Bold, 1960 †
- Cativella navis Coryell & Fields, 1937 †
- Cativella paratranslucens Coimbra, Ramos, Whatley & Bergue, 2004
- Cativella pulleyi Teeter, 1975
- Cativella pustulosa Bold, 1946 †
- Cativella reticulocostata Coimbra, Ramos, Whatley & Bergue, 2004
- Cativella unitaria Swain, 1967